# Eupolis
Eupolis, en grec ancien Εὔπολις, né à Athènes en -446 et mort en -411, est un poète comique grec, rival d’Aristophane.

## Biographie
Né à Athènes en -446, il appartient à l’ancienne comédie.
Il s’attire de fâcheuses aventures par la hardiesse de ses critiques. On ne sait que fort peu de chose sur la vie de ce poète. On trouve quelques fragments d’Eupolis dans Stobée, Athénée, Pollux, entre autres, ils ont été recueillis par Runkel (Leipzig, 1829) et un peu plus tard par Augustus Meineke dans Fragmenta comicorum graecorum. Il meurt probablement dans un naufrage lors de la guerre du Péloponnèse, à une date incertaine (peut-être en 411 ou 405).
Une tradition veut qu’Alcibiade le jette à la mer, lors de l’expédition en Sicile menée par Athènes en -415, pour se venger de ses attaques dans ses pièces. Ératosthène déjà montre l’inanité de cette anecdote : des comédies ont été écrites par Eupolis après cette expédition.

## Œuvres
Storey reconstitue ainsi la chronologie des comédies qu’il attribue à Eupolis :

### Les Prospaltiens
Elle fut sans doute jouée en -429. C’est une pièce politique qui a pu inspirer Aristophane pour ses Acharniens. Le chœur y est également représenté par les hommes d’un dème d’Athènes, hommes rustres et râleurs qui se moquaient peut-être de la politique de Périclès.

### Les Hilotes
Elle daterait de -429 ou -428. La pièce tire son nom du chœur, un peuple esclave des Spartiates. S’agissait-il d’émouvoir les Athéniens en montrant les souffrances de ces esclaves appartenant aux ennemis d’Athènes ou au contraire de les ridiculiser ? Il nous reste moins de dix fragments de cette comédie ; un se moque du poète et musicien Gnésippos qui aurait composé des œuvres amoureuses. La comédie ancienne attaque ainsi des citoyens et fustige souvent les novateurs en matière artistique.

### La Race d’or
Elle fut représentée en -426. L’attaque politique était présente dans la comédie, comme le prouve cette exclamation ironique à l’égard du démagogue Cléon, si souvent ridiculisé par Aristophane : « Cité la plus heureuse de toutes celles que Cléon domine, comme tu étais fortunée avant ! Et maintenant tu le seras encore plus ! » (Fr 316 Storey)
Le titre vient jouer avec le mythe des races présent chez Hésiode et exploite le goût des Comiques pour les utopies (Cratinos dans Les Richesses représente un chœur de Titans évoquant cet âge d’or).

### Les Nouvelles lunes
Elle daterait de -425. Elle a obtenu le troisième prix aux Lénéennes, là où Aristophane remporte le concours avec ses Acharniens. Aucun fragment, aucun résumé ne nous sont parvenus. Pour Storey, le titre, qui évoque le chœur, pourrait laisser entendre un sujet évoquant les dettes (les échéances tombaient à la nouvelle lune), ou bien alors des célébrations rituelles (comme Les Thesmophories d’Aristophane).

### Les Chèvres
Elle daterait de -423. La pièce est jouée peu avant Les Nuées d’Aristophane et aborde un thème commun : l’éducation. La comédie tire son nom de son chœur ; les fragments nous révèlent que deux personnages principaux s’y trouvaient : un professeur nommé Prodamos et un paysan (proche des chèvres du chœur). Une scène montrait l’élève en train d’apprendre une danse. Le comique naissait sans doute de cette confrontation entre le monde rural et le monde citadin.

### Les Cités
Elle aurait été jouée en -422. C’est une comédie qui traite de la politique d’Athènes envers les cités qui lui sont alliées. Le chœur représentait différentes villes. Comme dans Les Babyloniens (-426), pièce d’Aristophane perdue, où les cités alliées étaient représentées sous la forme d’esclaves, la politique athénienne était sans doute moquée mais les cités pouvaient être aussi ridiculisées dans une exploitation comique comme le prouvent ces fragments qui présentaient le chœur (présentation qui s’apparente à celle que fait Aristophane dans Les Oiseaux) :
« Voici Tinos, riche en scorpions et […] sycophantes ! (Fr 245)
Voici Chios, belle cité,
Elle vous envoie des navires de guerre et des hommes, quand il le faut,
Elle obéit toujours merveilleusement, comme un cheval obéissant ! (Fr 246)
- Et quelle est la dernière ?
- Voici Cyzique, pleine de pièces.
- Oui, alors que j’étais de garde un jour dans cette ville,
J’ai baisé une femme, un gamin et une vieille pour une pièce,
J’aurais pu laver des chattes toute la journée ! » (Fr 247)
De telles blagues ou scènes obscènes sont présentes dans toute la comédie ancienne (on les trouve chez les « big three » : Eupolis, Cratinos et Aristophane). Cette pièce, comme La Paix d’Aristophane, se finissait par un mariage qui associait ici ces villes et des Athéniens.
Les démagogues athéniens étaient également la cible des attaques : 
« Des hommes que vous n’auriez pas même auparavant choisis pour servir vos vins,
Maintenant vous en faites des généraux ! O Athènes, Athènes, tu es plus chanceuse qu’habile.  (Fr 219)
À chaque fois qu’il prend la parole, Syrakosios ressemble à ces petits chiens sur les murs.
Il monte sur la tribune et la parcourt en hurlant ». (Fr 220)
Les devins, dont le rôle important pendant la guerre du Péloponnèse est également moqué par Aristophane, sont la cible du fragment 231, lors d’une parodie de la présentation faite par Eschyle des chefs guerriers dans Les Sept contre Thèbes : « Hiéroclès, le meilleur seigneur des devins ! »

### Le Maricas
Elle a été représentée en -421. La comédie est à nouveau une œuvre politique qui s’en prend à Hyperbolos, démagogue belliciste qui fut proche de Cléon (raillé plusieurs fois par Aristophane ). Le chœur était formé de deux groupes : de riches et de pauvres citoyens qui débattaient avec le démagogue. Deux fragments situés pour Storey au début de la comédie nous montrent la présence du poète qui, au travers du chœur ou de ses personnages, s’adresse, dans la comédie ancienne, aux spectateurs :
« Maintenant chaque spectateur doit se réveiller,
Éloigner ses yeux de ses bêtises poétiques de la matinée ». (Fr 205)
Le fragment 201 affirme, pour Storey, la différence entre cette comédie et Les Cavaliers d’Aristophane : « Vous allez vous rendre compte, spectateurs, que nous ne sommes pas les cavaliers ».
La pièce se terminait par une danse lascive de la mère d’Hyperbolos (la caricature même de la vieille, vulgaire et affamée sexuellement), parodie pour Sommerstein de la fin des Perses d’Eschyle et des scènes avec la mère de Xerxès, Atossa.

### Les Flatteurs
Elle fut jouée en -421. La pièce attaque Callias qui mène un train de vie somptueux et qui dépense sans compter ; elle obtient le premier prix aux Dionysies, devant La Paix d’Aristophane. Le chœur est formé de parasites profitant des largesses de leur hôte et s’adonnant vraisemblablement à un banquet. Plusieurs fragments décrivent la finesse des mets ou la richesse des lieux. Le célèbre sophiste Protagoras, alors à Athènes  était un des invités. Deux fragments le ridiculisent ainsi :
« À l’intérieur se trouve Protagoras de Téos,
Charlatan éhonté, il se vante de connaître les choses célestes
Mais se régale des choses d’ici-bas ! (Fr 157)
En glouton il gloutonne avec un grand courage ! » (Fr 168)
Un autre se moque de ses prétendues connaissances médicales qui ne sont ici qu’un prétexte pour s’enivrer :
« Protagoras l’exhorte à boire,
Afin de laver ses poumons avant le lever de l’étoile du Chien ». (Fr 158)
Outre Protagoras, Alcibiade et Socrate apparaissaient sans doute dans la pièce : un fragment nous évoque ainsi un court dialogue où l’on se moque des performances sexuelles du jeune homme :
« - Qu’Alcibiade laisse ces femmes !
- Que racontes-tu ? En rentrant chez lui ne va-t-il pas s’entraîner sur ta femme ? » (Fr 171)
Pour Storey, le fragment 386 évoquant Socrate appartiendrait aussi à cette pièce :
« Je hais également Socrate,
Le bavard mendiant,
Qui a pensé à tout,
Mais qui a oublié de s’occuper de là
Où il pourrait avoir à manger ! »

### L’Autolycos I
Elle date de -420, L’Autolycos II fut joué en -419 : les deux comédies (on ne peut établir l’ampleur des révisions et des changements entre ces deux versions) mettaient en scène ce célèbre éphèbe, aimé du riche Callias (que l’on retrouve à nouveau), et qui venait de triompher au pancrace (il est présent dans Le Banquet de Xénophon). Le comique naissait peut-être d’un affrontement d’hommes (du chœur ?) pour profiter des charmes du jeune homme. Plusieurs fragments montrent l’importance des blagues obscènes dans cette œuvre. D’autres révèlent des attaques contre Aristophane, ce qui fait supposer à Storey que les deux poètes étaient peut-être représentés sur scène, comme Cratinos s’était mis en scène dans sa Bouteille de -423.

### Les Dèmes
Elle fut représentée en -417 ; c’est sans conteste la pièce la plus célèbre d’Eupolis. Il s’agit d’une comédie très politique : quatre généraux morts, Thémistocle, Cimon, Périclès et Miltiade, reviennent sur terre pour sauver Athènes et dénoncer ses démagogues.  La plupart des spécialistes imaginent une pièce en deux parties : la première se déroulerait aux Enfers (représentés aussi dans Les Grenouilles d’Aristophane), après la parabase, l’action se passerait à Athènes. Le chœur était constitué de représentants des dèmes, comme Les Acharniens d’Aristophane ou Les Prospaltiens. Le fragment le plus célèbre d’Eupolis est tiré de cette pièce, il s’agit d’un éloge de Périclès :
« - Cet homme était le plus habile à parler ;
À chaque fois qu’il se présentait, comme les champions à la course
Il dépassait de dix pieds les autres par sa parole.
- Tu veux dire qu’il parlait vite ?
- En plus de sa rapidité, la persuasion siégeait sur ses lèvres,
Il enchantait véritablement ; seul des orateurs
Il laissait un aiguillon chez son auditoire ». (Fr 102)
Un autre fragment, situé pour Storey, au début de la pièce nous montre un aspect différent de sa vie en raillant ses amours avec la célèbre courtisane, Aspasie. Pyronide, le personnage principal, qui est parti le rechercher, répond à ses questions :
« - Mon fils bâtard est-il encore en vie ?
- Oui, et il serait devenu depuis longtemps un homme, s’il n’avait pas eu le malheur d’avoir une courtisane pour mère ». (Fr 110)

### Les Purificateurs
Elle a été représentée entre -416 et -414. Alcibiade est la principale cible des attaques comiques (d’où la version imaginaire de la mort d’Eupolis, victime supposée de sa vengeance). La pièce tire son nom du chœur : des prêtres efféminés à l’appétit sexuel immodéré qui honoraient la déesse thrace Kotyto et ses Mystères. Les fragments conservés ne permettent pas d’affirmer si Alcibiade était un des personnages de la pièce ; en revanche la musique et les danses y jouaient un rôle essentiel. La pièce (si elle fut jouée après -415) visait-elle à attaquer la parodie des Mystères d’Éleusis faite par Alcibiade et ses proches ?

### Les Officiers
Elle date de -415 ; d’après une scholie de La Paix, la pièce montrait Dionysos venant apprendre l’art de la guerre auprès du célèbre général athénien du début de la guerre du Péloponnèse, Phormion. La comédie se place dans l’ambiance insouciante et joyeuse qui précéda l’expédition en Sicile. Le chœur était-il formé de soldats fanfarons ridicules ? Ou bien à l’inverse était-il présenté majestueusement, comme dans Les Cavaliers d’Aristophane ? Storey émet l’hypothèse que Dionysos ramenait peut-être des Enfers Phormion (les généraux athéniens d’alors étant, comme les politiciens, déconsidérés par les Comiques). Le dieu est souvent représenté dans la comédie ancienne (l’exemple le plus célèbre se trouve dans Les Grenouilles d’Aristophane). Il est traditionnellement montré comme peureux et efféminé, ce qui devait former un contraste comique avec le général Phormion. S’agissait-il de se moquer indirectement d’Alcibiade ?
Ce fragment serait prononcé par le dieu s’attendant à une vie militaire facile :
« Donne-moi des amandes de Naxos à manger
Et du vin des vignes de Naxos à boire ! (Fr 271)
Celui-ci, dans la bouche de Phormion, reprocherait son allure au dieu :
Tu es venu ici avec ta baignoire et ton pot,
Comme une femme-soldat ionienne qui vient d’accoucher ! » (Fr 272)

### Les Déserteurs ou Les Androgynes
Avec Les Amis, elles sont les deux dernières pièces écrites entre -414 et -412.
Les Déserteurs ou Les Androgynes s’attaquent à ces hommes refusant d’effectuer leurs devoirs militaires pendant la guerre du Péloponnèse (Cléonyme et Amynias cités dans beaucoup de pièces d’Aristophane en sont les exemples mêmes, Pisandre est ridiculisé ici). La pièce tire son nom de ces hommes représentés comme efféminés et pleutres. La pièce critiquait-elle la guerre, comme tant de comédies d’Aristophane (Les Acharniens, La Paix...) ? Était-elle à l’inverse un éloge des hommes courageux, comme semblerait le prouver le ridicule du chœur ? Le faible nombre de fragments conservés ne permet pas de trancher la question.

### Les Amis
Elle désigne vraisemblablement le chœur de la pièce ; le peu de fragments conservés ne permet pas de reconstituer le sujet.